# Ecce Homo!

Revista New Worlds care conține nuvela din 1966 Behold the Man de Michael Moorcock

Behold the Man (Iată Omul) (1969) este un roman science fiction scris de Michael Moorcock. Lucrarea a apărut inițial ca o nuvelă în 1966 în revista New Worlds, mai târziu Moorcock a scris o versiune extinsă, care a fost publicată prima oară în 1969 de către Allison & Busby. Titlul derivă din Evanghelia după Ioan, capitolul 19, versetul 5: Atunci Isus a ieșit, purtând cununa de spini și haina de purpură. Iar Pilat le-a zis: Iată Omul. În roman, Moorcock țese povestea existențialistă a lui Karl Glogauer, un om care călătorește din anul 1970 într-o mașină a timpului până în anul 28 AD, în speranța întâlnirii cu Isus din Nazaret cel istoric. A primit premiul Nebula pentru cea mai bună nuvelă în 1967.
A apărut în Almanahul Anticipația din 1995 ca Ecce Homo! (în traducerea lui Mihai-Dan Pavelescu), ca o traducere a nuvelei Behold the Man care a fost dezvoltată de Moorcock într-un roman.

## Povestea
Povestea începe cu sosirea violentă a lui Karl Glogauer în Țara Sfântă în AD 28, când mașina timpului (o sferă asemănătoare unui uter umplut cu lichid) se fisurează și devine inutilizabilă. Prin interpolări numeroase și amintiri fragmentare, Moorcock spune povestea în paralel a trecutului tulbure a lui Karl în secolul al XX-lea la Londra și încearcă să explice de ce este dispus să riște totul pentru a se întâlni cu Isus. Aflăm că el are probleme cronice cu femeile, tendințe homosexuale, o afinitate pentru ideile lui Carl Jung și multiple nevroze, inclusiv un complex mesianic.
Karl, grav rănit datorită timpul călătoriei sale în timp, iese pe jumătate din mașina timpului, apoi leșină. Ioan Botezătorul și un grup de esenieni îl găsesc acolo și îl iau înapoi la comunitatea lor, unde au grijă de el o perioadă. Deoarece esenienii au asistat la sosirea lui miraculoasă în mașina timpului, Ioan Botezătorul decide că anti-eroul nostru Karl trebuie să fie un mag și îi cere să-l ajute să conducă o revoltă împotriva romanilor ocupanți. El îi cere lui Karl să-l boteze. Karl, panicat, fuge în deșert, unde umblă singur, halucinând  din cauza căldurii și de sete.

## Vezi și
- 1966 în științifico-fantastic
- 1969 în științifico-fantastic